# Erich Büttner
Erich Büttner   (Berlín, 7 d'octubre de 1889 - Friburg de Brisgòvia, 7 de setembre de 1936) va ser un pintor alemany. De 1906 a 1911 va estudiar a l'Unterrichtsanstalt des Kunstgewerbemuseums de Berlín. El 1908 va esdevenir membre de l'associació artística Berliner Secession i va participar en les seves exposicions col·lectives.

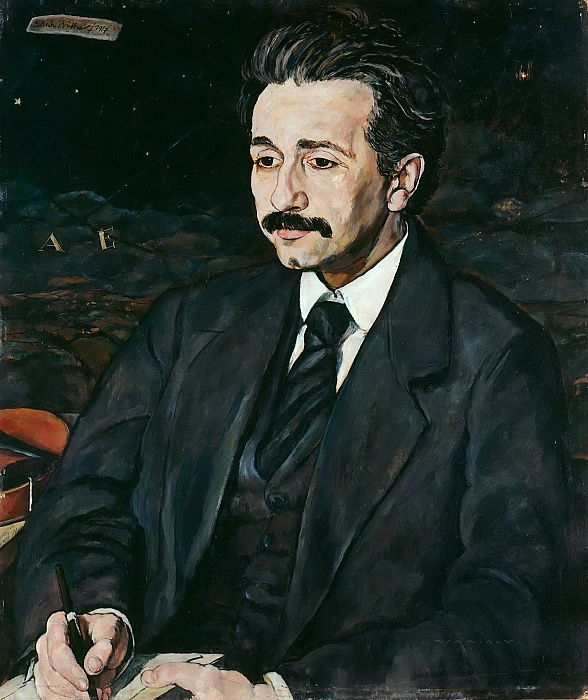
Retrat d'Albert Einstein (1917)

L'obra de Büttner està dominada pel color i la dinàmica formal de l'expressionisme. A la dècada del 1920 va crear una sèrie de retrats de les seves amistats i companys artistes com Lovis Corinth, George Grosz, Arno Holz i Heinrich Zille. També va produir un llibre d'exlibris a Berlín l'any 1921. El seu treball va formar part de les competicions d'art als Jocs Olímpics d'Estiu de 1928 i als Jocs Olímpics d'Estiu de 1932.